# Klojen
Klojen – dzielnica (kecamatan) w dystrykcie Malang, w Indonezji. Według danych z 2021 roku liczyła 94 112 mieszkańców i zajmowała powierzchnię prawie 9 km². 